# Scopula arcticatia
Scopula arcticatia là một loài bướm đêm trong họ Geometridae.